# Норовлин-уула
Норовлин-уула — полуразрушенное поздненеолитическое погребение, расположенное в Восточном аймаке Монголии, в местности Норовлин уула, недалеко от города Чойбалсан, на правом берегу реки Керулен. Открыто в 1972 году совместной советско-монгольской археологической экспедицией, раскапывали В. В. Волков и Н. Сэр-Оджав. Погребение имело богатый сопроводительный инвентарь: каменный амулет, подвески из клыков кабана и кабарги, пастовые бусы, кремниевые пластины, двухлезвийный вкладышевый костяной кинжал, семь бляшек (две из которых имели зооморфную форму — фигурки кабана или медведя). Скелет в могиле покоился в скрученном положении, сидя с подогнутыми в коленях ногами к груди. Амулет из сопроводительного инвентаря является одной из древнейших находок в Монголии антропоморфной формы.

## Погребение
В 1962—1972 годах на юге и востоке Монголии работала совместная советско-монгольская археологическая экспедиция под руководством археолога А. П. Окладникова. Летом 1972 года участником этой экспедиции водителем В. П. Дергачевым, в местности Норовлин уула, на правом берегу реки Керулен вверх по её течению, в 72 км от города Чойбалсан, было открыто полуразрушенное погребение. В одной из промоин, на её дне, В. П. Дергачев нашёл каменный амулет и две подвески из клыков кабана, которые он отвёз в Улан-Батор. В последующих раскопках памятника принимали участие археолог В. В. Волков, доктор исторических наук Н. Сэр-Оджав, фотограф Ю. В. Устинов и водитель В. П. Дергач.
Остатки погребения находились в промоине, где были сделаны первые находки, в 30 м от её устья. В правой стенке промоины были обнаружены кости человека, окрашенные красной охрой. На дне оврага были найдены осыпавшиеся кости таза, обломки бедренной кости и кости правого предплечья. Могильная яма выделялась чётким красным пятном. Позже было установлено, что разрушилась и обвалилась в овраг лишь незначительная часть погребения, остальная часть сохранилась почти полностью.
На поверхности могила никак не была обозначена, только после зачистки, на глубину около 1 м, стали проявляться контуры могильной ямы размером 75×70 см округлой или овальной формы. Скелет, лежащий на подстилке из охры, был обнаружен на глубине 1,6 м, сверху он также был густо посыпан охрой. Погребённый покоился в скорченном положении, сидя с согнутыми коленями прижатыми к грудной клетке. Из-за давления земли кости были несколько смещены — верхняя часть скелета развернулась и лежала на левом боку, черепом на северо-запад.
По всему скелету, особенно возле черепа, было собрано около 3000 мелких бусин (1,5 — 2 мм в диаметре) из белой пасты. Возле шейных позвонков лежали более крупные шаровидные полые внутри бусы и два белых кольца с насечками по краю, украшенные треугольниками. Возле черепа с его лицевой стороны, ближе к кисти левой руки, лежала привеска из клыков кабана и несколько плоских овальных бусин с отверстиями по краям, одна из которых имела узор в виде вертикальных бороздок. На предплечье левой руки лежало десять подвесок из клыков кабарги. Под рукой был обнаружен двухлезвийный вкладышевый кинжал с кремниевыми вкладышами. У кинжала было обломано лезвие, а в верхней части рукоятки просверлено отверстие. Основой кинжала служила кость длиной 28 см. Под плечом скелета лежали кремниевые пластины, одна из них находилась прямо на черепе, также здесь было найдено семь бляшек, изготовленных, по предположению В. В. Волкова, из раковины или похожего материала. Две бляшки были сделаны в виде схематичных фигурок кабана или медведя с непропорциональной головой и короткими ножками, в верхней части бляшки имели парные отверстия. Ещё две бляшки имели круглую форму и отверстие посередине с радиальными насечками. Остальные три были также круглой формы, но с зубчатыми выступами на наружных краях возле которых были просверлены отверстия, скорее всего, при помощи них они крепились к одежде.

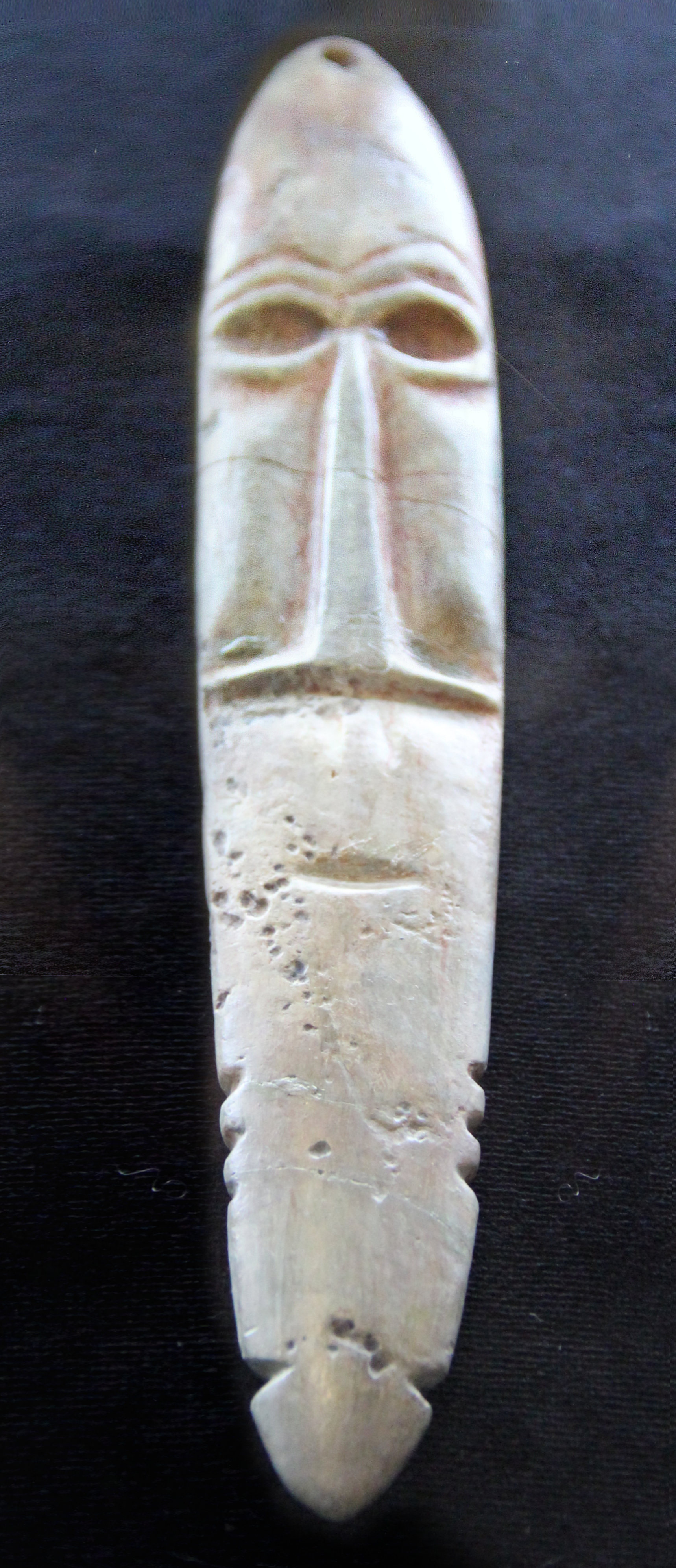
Каменный амулет

Амулет, найденный В. П. Дергачём, был сделан из светло-серого хорошо зашлифованного линзовидного каменного песта длиной 22,5 см и имел заострённую вершину и нижний конец. В вершине было сделано отверстие. На одной стороне находки было изображено объёмное человеческое лицо, противоположная сторона была гладкой. В нижней части амулета были вырезаны четыре ряда симметричных насечек. Изображённое лицо не имело монголоидных черт. Амулет является одной из древнейших находок антропоморфной формы в Монголии.
В. В. Волков, по ряду признаков (сидячее положение покойного, наличие вкладышевого кинжала, украшения из зубов животных) датировал погребение поздним неолитом, но в то же время в погребение присутствовали другие признаки (цилиндрические бусы, амулет), по которым памятник возможно датировать более поздним глазковским временем.

## Комментарии
1. ↑  Пластина в археологии — скол камня, у которого длина более чем в два раза превосходит ширину и который имеет параллельные края[1].
2. ↑  Вкладышевое орудие — орудие, состоящее из рукоятки из мягкого материала и каменного лезвия[2].
3. ↑  Зачистка — срезание тонких слоёв земли, часто острыми лопатами или ножами, с целью выяснения изменения окраски слоя и выявления остатков могил, очагов, жилищ, ям и т. п.[6]